# Famille von Oppenheim
La famille Oppenheim est une dynastie allemande de banquiers.

## Filiation
- Hertz Salomon Oppenheim (1752-1832), marié à Helene Seligmann (sœur du baron Aron Elias Seligmann von Eichthal) 
  - Salomon Oppenheim (1772-1828), fondateur de la banque Sal. Oppenheim en 1788
    - Marianne, épouse du banquier Moritz von Haber
    - Charlotte, épouse du banquier Adolphe Ratisbonne (fils d'Auguste Ratisbonne et petit-fils de Cerf Beer), d'où notamment Flore Singer et Louis Ratisbonne
    - Betty, épouse de Heinrich David Hertz (d'où Gustav Ferdinand Hertz (de))
    - Caroline, épouse de Maurice de La Parra (d'où une fille, mariée à Charles Octave Théodore Sallandrouze de Lamornaix)
    - Helena (1799-1880), épouse de Benoît Fould
    - Simon (1803-1880), banquier, créé baron 
      - Eduard (de) (1831-1909), banquier
        - Simon Alfred (1864-1932), banquier
          - Eberhard (1890-1962), banquier
            - Manfred (1924-1996), banquier

          - Waldemar (1894-1952), banquier
            - Karin (de) (1922-2009), épouse du baron Georg von Ullmann

          - Friedrich Carl von Oppenheim (1900-1978), banquier et homme politique, président de l'Union des fédéralistes européens (Allemagne) de 1957 à 1973
            - Alfred (de) (1934-2005), banquier, président de la Chambre franco-allemande de commerce et d'industrie
              - Christopher (1965), banquier

        - Emmy (1869-1957), épouse du comte Anton Graf von Arco auf Valley
        - Albert (de) (1834-1912), banquier et collectionneur d'art
        - Max (1860-1946), archéologue, diplomate et historien
        - Emil (1862-1956), banquier
        - Clara Maria Hubertina (1870), épouse du comte Guido von Matuschka-Greiffenclau

      - Henry (1835-1912), banquier

    - Abraham (1804-1878), mécène et banquier, fondateur de la Darmstädter und Nationalbank, créé baron, marié à  Charlotte Beyfus (de) (fille de Siegmund Leopold Beyfus (de) et petite-fille de Mayer Amschel Rothschild)
    - Eva (1805-1886), épouse de Ferdinand von Kusserow
    - Dagobert (de) (1809-1889), banquier

## Galerie

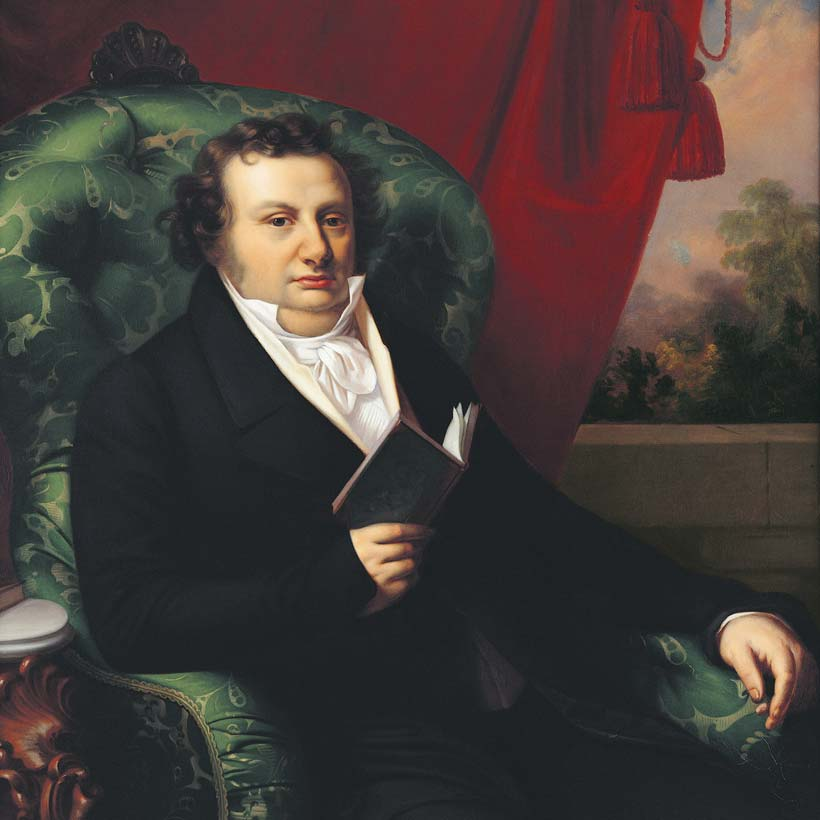
Portrait de Salomon Oppenheim (1772-1828)
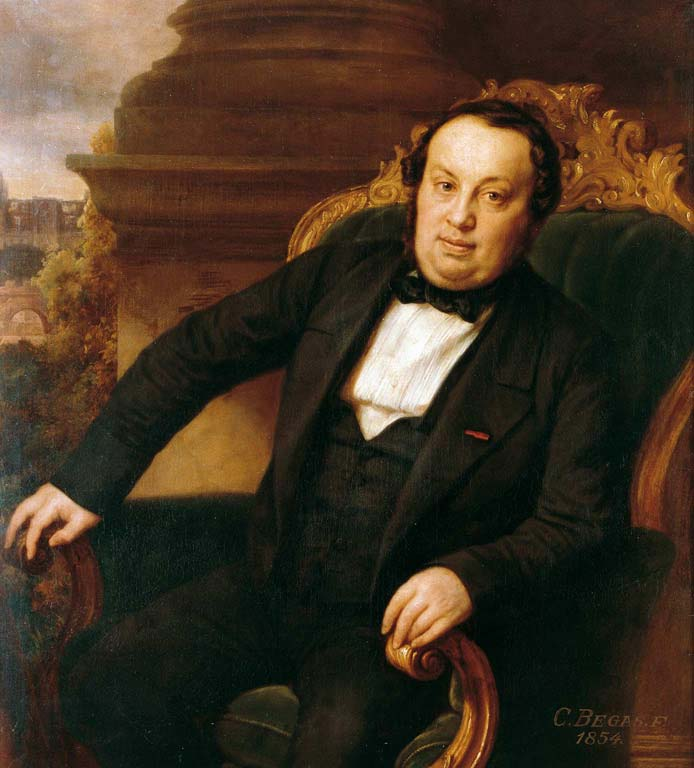
Portrait de Simon von Oppenheim (1803–1880)
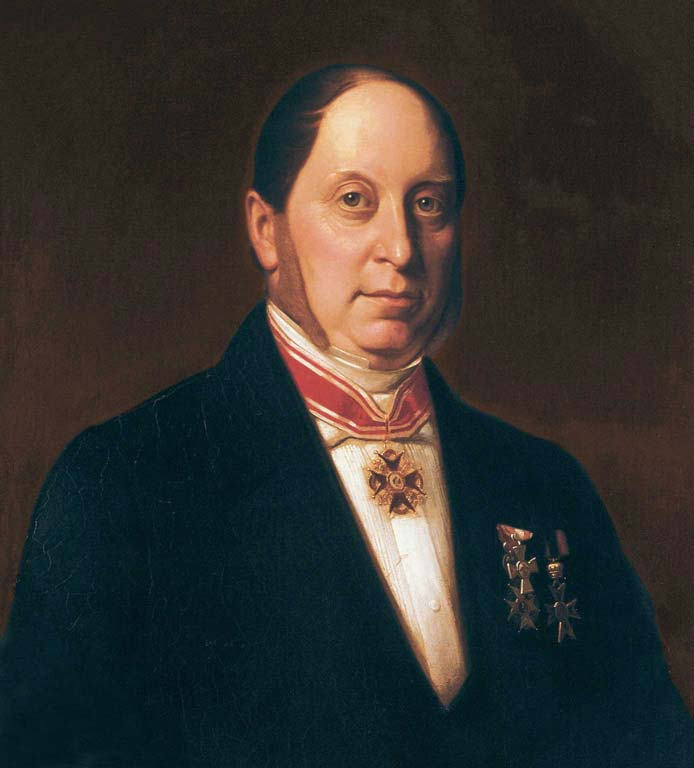
Portrait d'Abraham von Oppenheim (1804–1878)
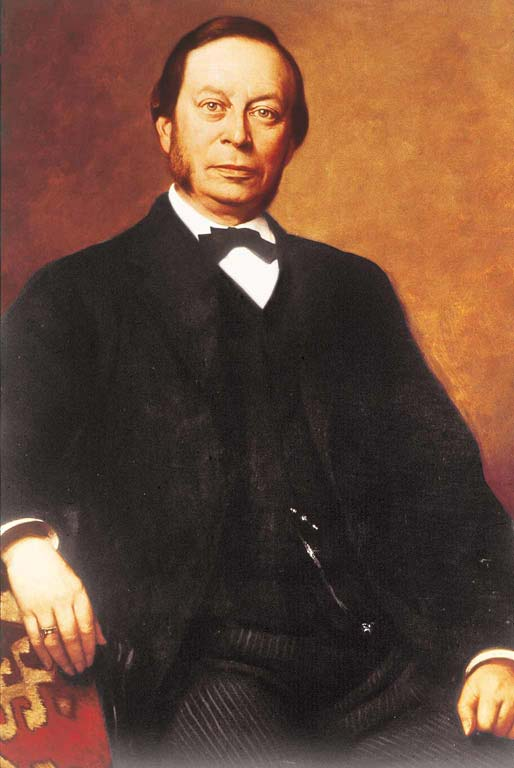
Portrait d'Eduard von Oppenheim (1831–1909)
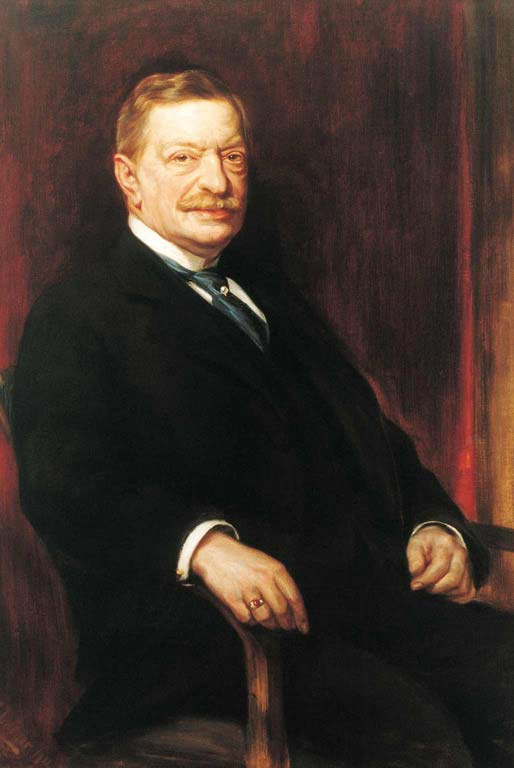
Portrait d'Albert von Oppenheim (1834 - 1912)
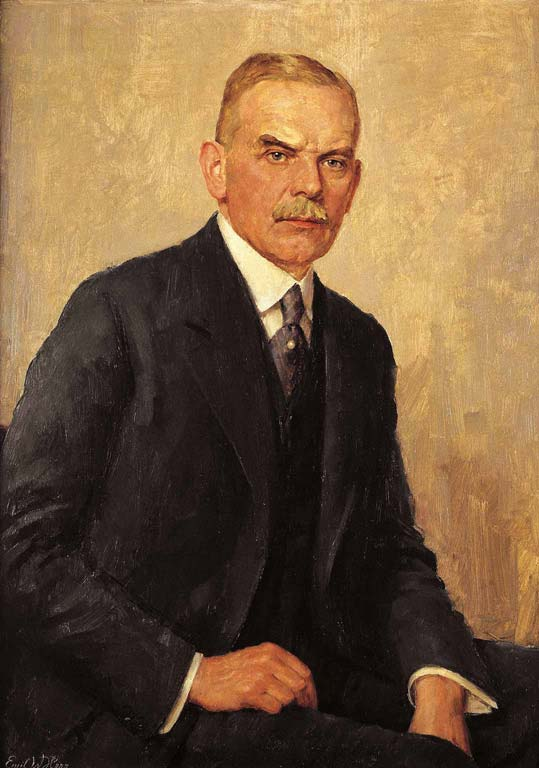
Portrait de Simon Alfred von Oppenheim (1864–1932)

### Sources
- Werner Rügemer, Der Bankier (3. geschwärzte Ausgabe). Ungebetener Nachruf auf Alfred Freiherr von Oppenheim, 2006
- Michael Stürmer, Gabriele Teichmann, Wilhelm Treue, Wägen und Wagen. Sal. Oppenheim jr. & Cie. Geschichte einer Bank und einer Familie, 1989
- Gabriele Teichmann, Familienartikel Oppenheim, in Neue Deutsche Biographie (NDB), 1999
- Wilhelm Treue, Die Kölner Bankiers Oppenheim: Simon Oppenheim (1803-1880), Abraham Oppenheim (1804-1878) und Dagobert Oppenheim (1809-1889), 1986